# Orinda
Orinda è una città californiana appartenente alla contea di Contra Costa. La popolazione è di 19.003 abitanti, secondo una stima del 2014. La città è posta a ovest della città di Oakland ed è vicino a Berkeley.